# Aspilota communis
Aspilota communis är en stekelart som beskrevs av Fischer 1969. Aspilota communis ingår i släktet Aspilota och familjen bracksteklar. Inga underarter finns listade.